# Картофельные вафли
Картофельные вафли — разновидность вафель, характерная для Великобритании и Ирландии.

## Описание
Мягкие, несладкие вафли прямоугольной формы. По внешнему виду напоминают до степени смешения сладкие бельгийские вафли, однако имеют пресный вкус. Основным ингредиентом английских вафель является картофель, также добавляются масло и, иногда, приправы. 
Сегодня картофельные вафли в виде замороженных полуфабрикатов можно встретить на прилавках основных англоязычных стран: Великобритании, США, Канады, Австралии. Их разогревают и используют как гарнир, в частности, к сосискам или бекону, или в качестве самостоятельной закуски. Иногда, чтобы разогреть их, используют гриль.
В отличие от внешне идентичных бельгийских вафель, обладают слабовыраженным, неярким, пресным вкусом «на любителя», однако отличаются сытностью благодаря высокому содержанию картофеля.